# Cmentarz mariawicki w Raszewie Dworskim
Cmentarz mariawicki w Raszewie Dworskim – założony na początku XX wieku, cmentarz mariawicki położony we wsi Raszewo Dworskie. Na cmentarzu spoczywają wyznawcy Kościoła Starokatolickiego Mariawitów. Cmentarz znajduje się na wzniesieniu w pobliżu kościoła mariawitów.
W 1907 w Raszewie mariawici postawili ceglany kościół, który konsekrowany został w 1915. Proboszcz parafii i założyciel kapł. Kazimierz Maria Jan Przyjemski cieszył się wśród ludu mariawickiego wielkim autorytetem, dzięki temu na stronę nowego wyznania przeszło wielu rzymskich katolików. Niedługo potem w miejscowości zorganizowano cmentarz dla członków parafii mariawickiej. Obok wyznawców na cmentarzu pochowany jest także kapłan Jan Maria Bogusław Kusztelak.